# Cazia
Cazia es un género de hongos en la familia Pezizaceae.